# Hidden Valley Raceway

Bankarta.

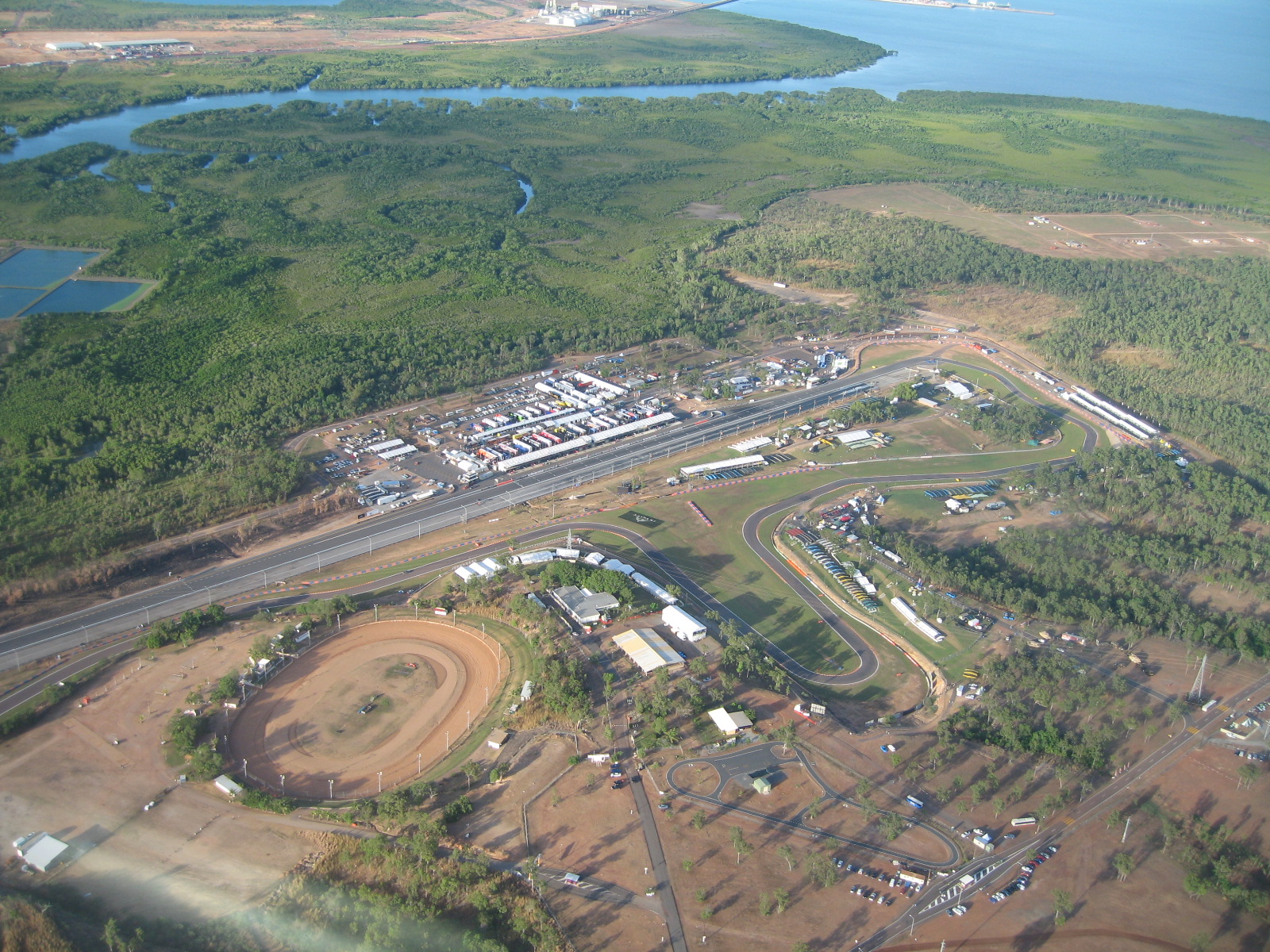
Flygbild över Hidden Valley Raceway.

Hidden Valley Raceway är en australisk racerbana utanför Darwin, Northern Territory, som öppnade 1986.

## Historia
Hidden Valley är en 2,87 kilometer lång bana, med 14 kurvor. Start- och målrakan är 1,1 kilometer lång, vilket gör banan lämpad för omkörningar. Det största evenemanget varje år är V8 Supercar i juni. V8 kör där på vintern i Australien, eftersom klimatet är outhärdligt varmt under andra delar av året, då den ligger nära ekvatorn. Loppet heter SkyCity Triple Crown. Varvrekordet sattes 2001 av Simon Willis i en formel Holden och är på 1:02,926.

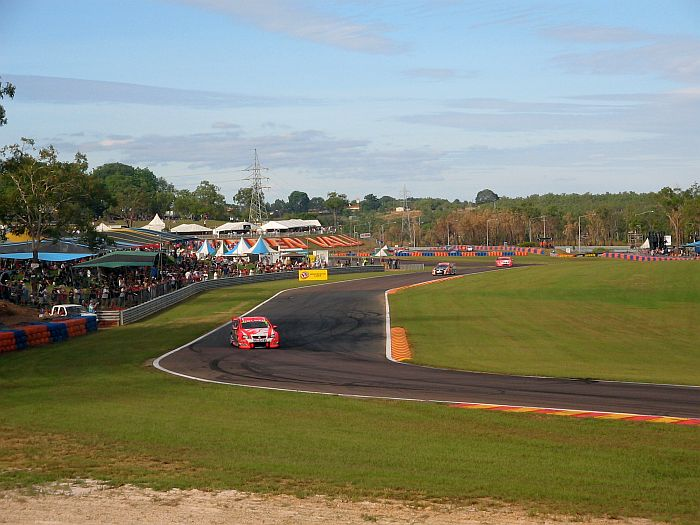
Hidden Valley Raceway.